# Subcapa de codificació física
La subcapa de codificació física (PCS) és una subcapa de protocol de xarxa en els estàndards Fast Ethernet, Gigabit Ethernet i 10 Gigabit Ethernet. Resideix a la part superior de la capa física (PHY) i proporciona una interfície entre la subcapa Physical Medium Attachment (PMA) i la interfície independent dels mitjans (MII). És responsable de la codificació i descodificació de dades, la codificació i desxifratització, la inserció i eliminació de marcadors d'alineació, la redistribució de blocs i símbols i la sincronització i desviació de blocs de carril.
La subcapa Ethernet PCS es troba a la part superior de la capa física Ethernet (PHY). La jerarquia és la següent:
- Capa d'enllaç de dades (Capa 2)
  - Subcapa de control d'enllaç lògic (LLC).
  - Subcapa de control d'accés mitjà (MAC).
    - Subcapa de conciliació (RS): aquesta subcapa processa missatges d'error PHY locals/remots i gestiona la conversió DDR
- Capa PHY (Capa 1)
  - Subcapa de codificació física (PCS): aquesta subcapa determina quan s'ha establert un enllaç funcional, proporciona una compensació de diferència de velocitat i realitza codificacions com ara la codificació 64b/66b i {\displaystyle x^{58}+x^{39}+1} remenar/desxifrar
  - Subcapa d'adhesió al mitjà físic (PMA): aquesta subcapa realitza l'enquadrament PMA, la sincronització/detecció d'octets i {\displaystyle x^{7}+x^{6}+1} remenar/desxifrar
  - Subcapa dependent del medi físic (PMD): aquesta subcapa consta d'un transceptor per al medi físic.

## Especificacions
Ethernet de 10 Mbit/s: Classic Ethernet utilitza codi Manchester a la subcapa de senyalització física (PLS), codificant cada bit com a transició alt-baix (zero lògic) o baix-alt (lògic).
Fast Ethernet: 100BASE-X per a fibra (100BASE-FX) i coure de parell trenat (100BASE-TX) codifica les dades en grups de codi de cinc bits (4B5B).
Gigabit Ethernet:
- 1000BASE-X per a fibra i 150 El coure equilibrat en Ω (twinaxial) utilitza la codificació 8b/10b amb una velocitat de símbol d'1,25 GBd.[6]
- 1000BASE-T per al coure de parell trenat divideix les dades en quatre carrils i utilitza la modulació Trellis de quatre dimensions i cinc nivells (quinari) amb PAM-5 i una velocitat de símbol de 125 MBd.[7]

2.5 i 5 Gigabit Ethernet: 2.5GBASE-T i 5GBASE-T utilitzen la mateixa codificació que 10GBASE-T alentida en un factor de quatre o dos, respectivament.
10 Gigabit Ethernet:
- 10GBASE-R (LAN) és el PCS codificat en sèrie que utilitza codificació 64b/66b que permet tramar Ethernet a una velocitat de 10,3125 Gbit/s. Aquesta taxa no coincideix amb la velocitat de 9,953 Gbit/s utilitzada a SONET i SDH i no és compatible amb una WAN basada en SONET o SDH.
- 10GBASE-X (LAN/WAN) utilitza la codificació 8b/10b en quatre carrils a 3,125 GBd cadascun i s'utilitza per a 10GBASE-LX4 (fibra monomode i multimode), 10GBASE-CX4 (twinax) i 10GBASE-KX4 (placa posterior).[8]
- 10GBASE-W (WAN) defineix la codificació WAN per a 10GbE. Utilitza codificació 64/66b i redueix la taxa MAC a 9,95 Gbit/s, de manera que és compatible amb les taxes de dades SONET STS-192c i els estàndards de transmissió SDH VC-4-64 quan s'embolica en una trama SONET.
- 10GBASE-T per al coure de parell trenat divideix les dades en quatre carrils i utilitza codificació 64B/65B, codificació i codificació de tauler d'escacs de 128 quadrats dobles (DSQ128) amb PAM-16 generat a 800 MBd.[9]